# Yura (cantante surcoreana)
Kim Ah-young (en hangul, 김아영; Ulsan; 6 de noviembre de 1992), conocida por su nombre artístico Yura, es una cantante y actriz surcoreana. Es miembro del grupo femenino surcoreano Girl's Day.

## Biografía
Nació el 6 de noviembre de 1992 en Ulsan, Corea del Sur. 
Asistió al Colegio de Arte de Ulsan para estudiar danza. Actualmente asiste a la Universidad junto a su compañera de grupo Minah.

## Carrera
Es miembro de la agencia Awesome Entertainment (어썸이엔티).
Es miembro del grupo Girl's Day.
El 8 de noviembre de 2010 su ex-empresa de gestión Action Music Entertainment presentó un recurso en contra de Yura, evitándole firmar un segundo contrato con Dream Tea Entertainment. En respuesta, los representantes de Dream Tea Entertainment declararon que Action Music había violado los términos contractuales. La demanda continuó cuando Action Music insistió en que había un vídeo de Yura con un comportamiento inaceptable. El 20 de enero de 2011, el tribunal falló en favor de Yura.
El 29 de enero de 2018 se unió al elenco principal de la serie Radio Romance, donde interpretó a Jin Tae-ri, una egocéntrica actriz que cayó en desgracia luego de verse involucrada en un accidente automovilístico mientras se encontraba en estado de embriaguez hace tres años, hasta el final de la serie el 20 de marzo del mismo año.
A finales de julio del mismo año se reveló que Yura se uniría como miembro del programa Sea Patrol, el cual sería estrenado el 13 de agosto del mismo año.
En febrero de 2022 intepretó uno de los personajes protagonistas, el de la periodista meteorológica Chae Yoo-jin, en la serie de jTBC Las inclemencias del amor.

## Discografía

### Como artista invitada
| Título                                           | Año  | Posiciones en las listas | Ventas | Álbum |
| Título                                           | Año  | KOR Gaon                 | Ventas | Álbum |
| ------------------------------------------------ | ---- | ------------------------ | ------ | ----- |
| "I'll Love You" (Jevice feat Yura de Girl's Day) | 2010 | —                        | —      |       |

## Filmografía

### Series de televisión
| Año  | Título                                         | Papel         | Red         | Notas                  | Ref.   |
| ---- | ---------------------------------------------- | ------------- | ----------- | ---------------------- | ------ |
| 2010 | I Trusted Him                                  |               | MBC         | Cameo                  |        |
| 2012 | The Secret Angel                               | Yoo Bin       | Sohu TV     |                        |        |
| 2012 | To the Beautiful You                           | Lee Eun-young | SBS         |                        |        |
| 2013 | Reckless Family 3                              | Park Yoo-ra   | MBC Every 1 |                        |        |
| 2013 | Family                                         |               | KBS2        | Cameo, episodio 11     | [ 10 ] |
| 2013 | The Clinic for Married Couples: Love and War 2 | Yoo Jung      | KBS2        |                        |        |
| 2014 | Be Arrogant                                    | Hong Ha-ra    | SBS Plus    |                        |        |
| 2016 | Iron Lady                                      | Jenny         | tvN         |                        |        |
| 2017 | Hip Hop Teacher                                | Kim Yoo-bin   | jTBC        |                        |        |
| 2018 | Radio Romance                                  | Jin Tae-ri    | KBS2        |                        |        |
| 2020 | Find Me in Your Memory                         | Ko Yoo-ra     | MBC         | Cameo, episodios 2 y 4 | [ 11 ] |
| 2021 | Now, We Are Breaking Up                        | Hye-rin       | SBS         |                        | [ 12 ] |
| 2022 | Las inclemencias del amor                      | Chae Yoo-jin  | jTBC        | 16 episodios           | [ 13 ] |
| 2023 | Un amor predestinado                           | Yoon Na-yeon  | jTBC        |                        | [ 14 ] |

### Espectáculos de variedades
| Año     | Título                        | Red                 | Notas | Ref.          |
| ------- | ----------------------------- | ------------------- | --- | ------------- |
| 2010    | We Are Dating                 | MBC1                | elenco |               |
| 2014-15 | We Got Married                | MBC                 | elenco junto a Hong Jong-hyun (Episodios 91–131)                                                                   |               |
| 2015    | K-pop Star 4                  | SBS                 | presentadora junto a Jun Hyun-moo (cuarta temporada)                                                               |               |
| 2015    | Off to School                 | JTBC                | elenco (Episodios 40–43)                                                                                           | [ 15 ]        |
| 2015    | Super Idol!                   | MBC Music & TV Zone | presentadora |               |
| 2016    | Tasty Road                    | O'live              | presentadora junto a Kim Min-jung                                                                                  |               |
| 2016    | After The Play Ends           | tvN                 | elenco |               |
| 2017    | Life Bar Season 2             | tvN                 | presentadora junto a Shin Dong-yup, Kim Jun-hyun, y Kim Hee-chul                                                   |               |
| 2017    | Beauty Bible 2017             | KBS                 | presentadora junto a Han Hye-jin e Im Soo-hyang                                                                    |               |
| 2017    | Living Together in Empty Room | MBC                 | elenco junto a Kim Gura y Kim Min-jong (Episodios 4–8) elenco junto a Kim Min-jong y Sojin (Episodios 19–presente) | [ 16 ] [ 17 ] |
| 2018    | Sea Police (Ocean Police)     |                     | miembro | [ 18 ] [ 19 ] |
| 2019    | Seoul Mate 3                  |                     | miembro |               |
| 2020    | Running Man                   | SBS                 | Ep. 493 - invitada                                                                                                 |               |

### Presentadora
| Año  | Título                       | Red     | Notas           | Ref.   |
| ---- | ---------------------------- | ------- | --------------- | ------ |
| 2016 | 5 de Gaon Chart K-Pop Awards | KBS Joy | junto a Leeteuk | [ 20 ] |

## Premios y nominaciones
| Año  | Premio                         | Categoría                | Nominación     | Resultado | Ref.   |
| ---- | ------------------------------ | ------------------------ | -------------- | --------- | ------ |
| 2014 | MBC Entertainment Awards       | Mejor debutante femenina | We Got Married | Ganadora  | [ 21 ] |
| 2015 | 2015 Cable TV Broadcast Awards | Premio de popularidad    | Dodohara       | Ganadora  | [ 22 ] |